# Beatriz Madrid
Beatriz Madrid ist eine mexikanische Choreografin und Balletttänzerin.

## Leben
Beatriz Madrid lernte zunächst in Mexiko bei Nina Shestakova, Farahilda Sevilla und Graciela González, von 1981 bis 1984 an der London Contemporary Dance School klassischen Tanz bei Brenda Laast, Ronnie Embland, María Fay und Peter Connel, zeitgenössischen Tanz bei Jane Dudley, Viola Farber, William Louther, Pear Lang, Dick Couch und Danny Louis und Choreografie bei Nina Fonaroff. Sie vervollkommnete ihre Ausbildung beim Ballet De Sandra Rodríguez in Caracas unter Hector Zarázpe. In Venezuela nahm sie Unterricht bei Alwin Nikolais, Paul Taylor, Risa Steinberg und Gilberto Ruíz Lang, in Spanien bei Víctor Ullate und in Mexiko zwischen 1989 und 1999 bei Ezequiel Zelada, Michel Descombey, Silvie Reynaud, Alejandro Mesa, Gladiola Orozco, Federico Castro, Yuriko Kimura und Bernardo Benítez.
1978 war Madrid Ballerina bei der Compañía Nacional de Teatro para Niños unter Luis Gonzaga. Während ihres Studiums in London trat sie in Werken von Jane Dudley, Viola Farber, William Louther, Maya Milenovich und Kim Branstrup auf. An der Royal Academy of Dance (RAD) führte sie die Technik des Modern Dance nach Martha Graham vor. An Workshops der Schule nahm sie als Soloballerina und Choreographin teil.
Von 1984 bis 1988 war sie Soloballerina bei der Danzahoy-Kompanie in Caracas unter Adriana Urdaneta, mit der sie Reisen durch Spanien, Brasilien, Argentinien, Puerto Rico und Mexiko unternahm. Von 1989 bis 1999 war sie Ballerina beim Ballett des Teatro del Espacio unter Leitung von Gladiola Orozco und Michel Descombey. Sie tanzte hier Solorollen in Werken von Descombay, unternahm mit der Kompanie Tourneen nach Guatemala und Spanien und nahm an Tanzfestivals in Lateinamerika teil.
1997 übernahm sie für die Compañía Nacional de Danza die Choreografie des Projekts Hoy no Circula. 1998 gründete sie mit Marcos Ariel Rossi das Fóramen M. Ballett, das sie gemeinsam mit ihm leitet. Im Folgejahr wurde sie Choreografin am Zentrum für Choreografie von Morelos. Von 2000 bis 2005 unterrichtete sie an der Escuela Nacional de Danza Clásica y Contemporánea des Centro Nacional de las Artes. Mehrfach wurde sie als Tänzerin und Choreografin mit Preisen des Fondo Nacional para la Cultura y las Artes (FONCA) ausgezeichnet.

## Solorollen
- Ópera Descuartizada (El Poder)
- Conquistas (Malinche)
- Adentro Afuera Adentro (El Fuego)
- Año Mozart (Rebeldía)
- Pavana para un amor Muerto
- Sinfonía Fantástica
- El Miedo
- De esperanza en Esperanza
- Homenaje a Rudolf Nureyev

## Choreografien
- Desde Adentro
- Trashumante
- Vidas Barrocas o Darnos a la Fuga

| Personendaten    | Personendaten                                 |
| ---------------- | --------------------------------------------- |
| NAME             | Madrid, Beatriz                               |
| KURZBESCHREIBUNG | mexikanische Choreografin und Balletttänzerin |
| GEBURTSDATUM     | 20. Jahrhundert                               |